# میشل پلیزر
میشل پلیزر (انگلیسی: Michele Pellizzer؛ زادهٔ ۲۲ مهٔ ۱۹۸۹) بازیکن فوتبال اهل ایتالیا است.
از باشگاه‌هایی که در آن بازی کرده‌است می‌توان به باشگاه فوتبال چیتادلا و باشگاه فوتبال ویرتوس انتلا اشاره کرد.